# LeTourneau TC-264 Sno-Buggy
Il TC-264 "Sno-Buggy" fu un veicolo sperimentale costruito dalla LeTourneau nel 1954 per soddisfare la richiesta dell'Esercito degli Stati Uniti di un mezzo in grado di viaggiare sulla calotta glaciale della Groenlandia. Le quattro grandi ruote erano azionate ciascuna da un motore elettrico ed erano dotate di due pneumatici gemellati del diametro di 120 pollici che consentivano di "galleggiare" su ghiaccio e neve.